# Tamer Ülker

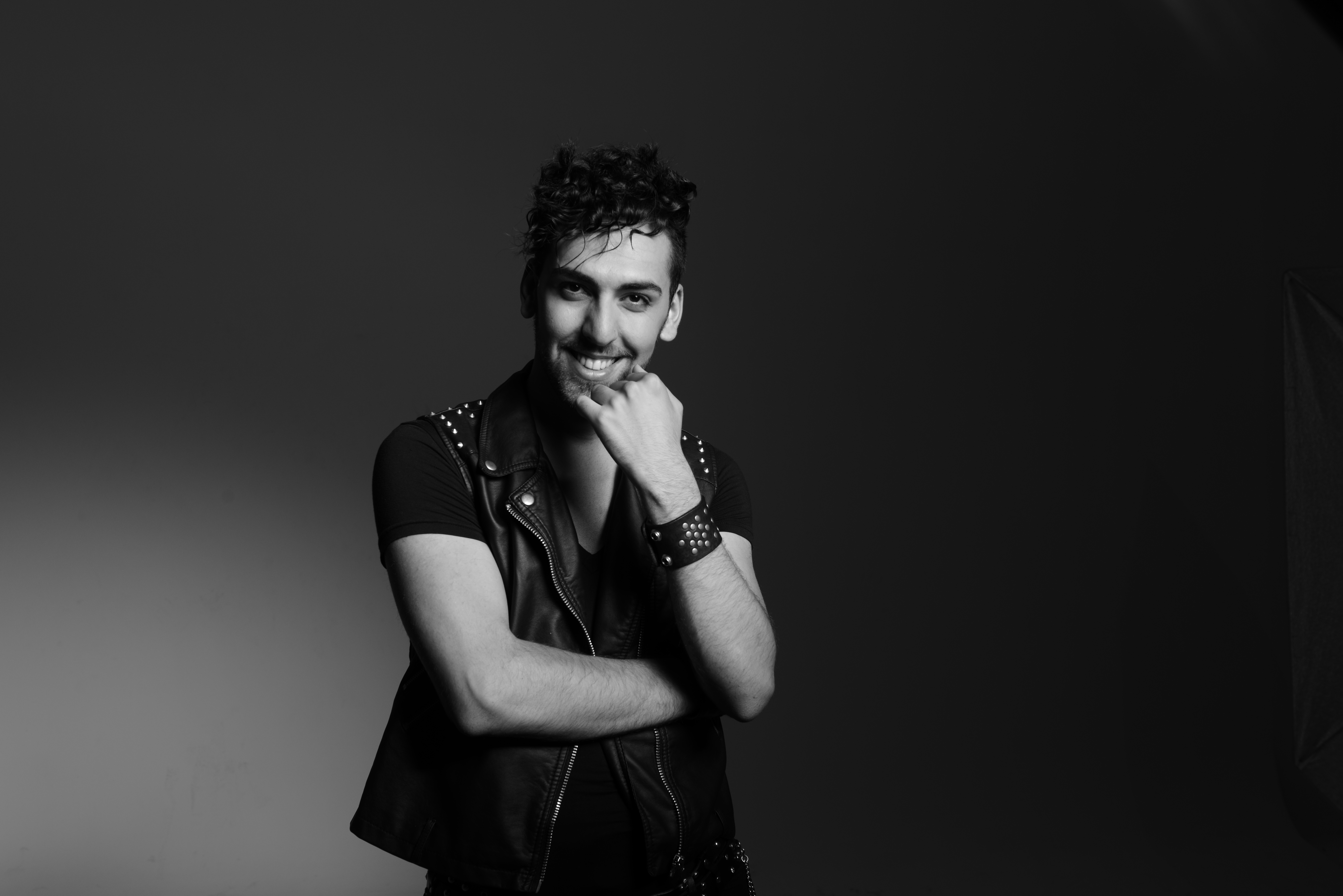
Tamer Ülker, 2012

Tamer Ülker (* 27. Januar 1989 in Büyükçekmece, Provinz Istanbul, Türkei) ist ein türkischstämmiger Pop-Sänger, Tänzer, Choreograph und Model aus Deutschland. Bekannt wurde er insbesondere als Mitglied der deutschen Popband Jamatami.

## Leben
Tamer Ülker wurde im Istanbuler Bezirk Büyükçekmece in der Türkei geboren und kam im jungen Alter von drei Jahren zusammen mit seinen Eltern nach Deutschland. Dort ist er anschließend in Aachen aufgewachsen. Tamer absolvierte eine Ausbildung als Rechtsanwaltsfachangestellter und war danach auch einige Zeit in dem Beruf tätig. Mit 17 Jahren begann er deutschlandweit mit dem professionellen Tanzen und arbeitete zudem auch als Choreograph. Tamer Ülker ist seit seiner Jugend auch als Model tätig.
Im Jahr 2011 wurde er zusammen mit seiner Band Jamatami vom TV-Sender Super RTL für die Doku-Soap "Jamatami": „Das Star-Tagebuch“ ausgewählt. Neben Tamer Ülker waren seine Freunde Yasmine "Jazz" Melody Vogel, Martijn "Matt" Stoffers und Miriam "Miri" Jäger Mitglieder von Jamatami. Der Name der Band setzte sich aus den jeweils beiden Anfangsbuchstaben aller Bandmitglieder zusammen. Er bekam einen Plattenvertrag mit Coconut Music und zog mit 21 Jahren nach Köln. Bei Coconut Music arbeitete Tamer mit der Labelchefin Karin Hartmann zusammen, die beispielsweise auch für Haddaway´s Welthit "What is Love" verantwortlich war.
Auf der „Toggo-Tour“ 2011 hatte Tamer Ülker seine ersten Auftritte mit seinen Bandmitgliedern. Die erste Single von Jamatami war "Perfect Day" und erschien am 13. Mai 2011. Das dazugehörige Album "Tic Tac Toe" folgte dann am 17. Juni desselben Jahres. Im Jahr 2012 trennte sich die Band einvernehmlich und veranstaltete noch ein Abschiedskonzert am 24. August am Kauf Park in Göttingen.
Tamer Ülker setzte seine Musikkarriere anschließend als Solokünstler fort. Einige Zeit nach der Trennung von Jamatami, noch im selben Jahr, veröffentlichte Tamer seine erste Solosingle mit dem Titel "Dance All Night" und coverte darauf auch den bekannten Song "Believe" von Weltstar Cher. 2014 folgte dann ein komplettes Album beim renommierten türkischen Musiklabel "Seyhan Müzik" mit vier türkischen Songs sowie dem englischen Lied "Burning Around", dessen Text von Tamer selbst stammt und in Frankfurt zusammen mit Daniel Troha produziert wurde. Daniel Troha ist auch als Produzent für Songs von Sarah Conner und den No Angels bekannt.
Das Album wurde in der Türkei produziert und trug den Titel "Aşk Vakti", was auf Deutsch übersetzt so viel wie "Es ist Zeit für die Liebe" bedeutet. Nach einigen Jahren ohne Veröffentlichungen folgt im Oktober 2020 die Single "Verbrannt", in der Tamer persönliche und sehr emotionale Erlebnisse mit der ganzen Welt teilt. Dafür kooperierte er mit den beiden Produzenten Sebastian Simmich aus Deutschland und Suat Aydoğan aus der Türkei. Mit Suat Aydoğan hatte Tamer auch bereits für sein türkisches Album "Aşk Vakti" erfolgreich zusammengearbeitet. Im Gegensatz zu seiner Single "Dance All Night" und dem Album "Aşk Vakti" singt Tamer in "Verbrannt" auf Deutsch. Im April 2022 wollte Tamer eine weitere Single veröffentlichen, das englischsprachige Stück trägt den Titel "Discovering Aviation" und spiegelt die Hoffnung auf einen Sommer voller Lebensfreude und Reisen in fremde Länder wider.
Tamer ist neben seiner Solokarriere als Sänger auch noch als YouTuber tätig und lässt seine Fans auf seinem Kanal Tamer II Music an seinem Leben als Musiker teilhaben.

## Diskographie
siehe auch: Jamatami#Diskografie
Alben
- 2014: Aşk Vakti

Singles
- 2012: Dance All Night
- 2020: Verbrannt
- 2022: Discovering Aviation